# Aeropuerto de Dauphin-Barker

El Aeropuerto de Dauphin-Barker (del inglés: Lt. Col W.G. (Billy) Barker, VC Airport) (IATA: YDN, OACI: CYDN) está ubicado a 3 MN (5,6 km; 3,5 mi) al  noreste de Dauphin, Manitoba, Canadá.

## Aerolíneas y destinos
- Perimeter Airlines
  - Winnipeg / Aeropuerto Internacional de Winnipeg-Armstrong
  - Brandon / Aeropuerto de Brandon